# Bastasi
Bastasi es un pueblo ubicado en el municipio de Bosansko Grahovo, en el cantón 10, Bosnia y Herzegovina.

## Superficie
Posee una superficie de 33,37 kilómetros cuadrados.

## Demografía
Hasta 2013 la población era de 20 habitantes, con una densidad de población de 0,6 habitantes por kilómetro cuadrado.